# Burjatien
Koordinaten: 53° 30′ N, 110° 0′ O
Burjatien (russisch Бурятия, Transkription Burjatija, burjatisch Буряад Улас, Transkription Burjaad Ulas) ist eine Republik in Russland.

## Geographie
Die Republik Burjatien liegt im Föderationskreis Ferner Osten an der Grenze zur Mongolei. Sie umfasst das Ostufer des Baikalsees und reicht bis zum Jablonowygebirge. Die wichtigsten Flüsse der Republik sind die Selenga, der Bargusin und die Obere Angara.

## Bevölkerung
Die Burjaten sind die Titularethnie der Republik Burjatien. Bei der Volkszählung 2025 wurden 971.100 Einwohner ermittelt. Davon stellten die Burjaten 30 % und die Russen 66 %. Weitere größere Volksgruppen sind die Ukrainer und die Tataren. Von den „indigenen kleinen Völkern des russischen Nordens“ leben vorwiegend im Norden der Republik die Ewenken mit 2974 Einwohnern. Im Ostsajan am Oberlauf der Oka im äußersten Südwesten der Republik liegt das Siedlungsgebiet des kleinen turksprachigen Volkes der Sojoten, von denen 3579 in diesem Landesteil leben.
| Volksgruppe | VZ 1926 3 | VZ 1926 3 | VZ 1939 | VZ 1939 | VZ 1959 | VZ 1959 | VZ 1970 | VZ 1970 | VZ 1979 | VZ 1979 | VZ 1989   | VZ 1989 | VZ 2002 | VZ 2002 | VZ 2010 4 | VZ 2010 4 |
| Volksgruppe | Anzahl    | %         | Anzahl  | %       | Anzahl  | %       | Anzahl  | %       | Anzahl  | %       | Anzahl    | %       | Anzahl  | %       | Anzahl    | %         |
| --- | --------- | --------- | ------- | ------- | ------- | ------- | ------- | ------- | ------- | ------- | --------- | ------- | ------- | ------- | --------- | --------- |
| Burjaten1 | 214.957   | 43,8 %    | 116.382 | 21,3 %  | 135.798 | 20,2 %  | 178.660 | 22,0 %  | 206.860 | 23,0 %  | 249.525   | 24,0 %  | 272.910 | 27,8 %  | 286.839   | 30,0 %    |
| Russen | 258.796   | 52,7 %    | 393.057 | 72,0 %  | 502.568 | 74,6 %  | 596.960 | 73,5 %  | 647.785 | 72,0 %  | 726.165   | 69,9 %  | 665.512 | 67,8 %  | 630.783   | 66,1 %    |
| Tataren | 3.092     | 0,6 %     | 3.840   | 0,7 %   | 8.058   | 1,2 %   | 9.991   | 1,2 %   | 10.290  | 1,1 %   | 10.496    | 1,0 %   | 8.189   | 0,8 %   | 6.813     | 0,7 %     |
| Ukrainer | 1.982     | 0,4 %     | 13.392  | 2,5 %   | 10.183  | 1,5 %   | 10.769  | 1,3 %   | 15.290  | 1,7 %   | 22.868    | 2,2 %   | 9.585   | 1,0 %   | 5.654     | 0,6 %     |
| Sojoten2 | 161       | 0,0 %     | k. Ang. | ?,?%    | k. Ang. | ?,?%    | k. Ang. | ?,?%    | k. Ang. | ?,?%    | k. Ang.   | ?,?%    | 2.739   | 0,3 %   | 3.579     | 0,4 %     |
| Ewenken | 2.791     | 0,6 %     | 1.818   | 0,3 %   | 1.335   | 0,2 %   | 1.685   | 0,2 %   | 1.543   | 0,2 %   | 1.679     | 0,2 %   | 2.334   | 0,2 %   | 2.974     | 0,3 %     |
| Deutsche | 164       | 0,0 %     | 420     | 0,1 %   | 2.032   | 0,3 %   | 1.540   | 0,2 %   | 1.648   | 0,2 %   | 2.126     | 0,2 %   | 1.548   | 0,2 %   | 1.016     | 0,1 %     |
| Andere | 9.276     | 1,9 %     | 16.857  | 3,1 %   | 13.352  | 2,0 %   | 12.646  | 1,6 %   | 15.982  | 1,8 %   | 25.393    | 2,4 %   | 18.421  | 1,9 %   | 17.344    | 1,8 %     |
| Einwohner | 491.236   | 100 %     | 545.766 | 100 %   | 673.326 | 100 %   | 812.251 | 100 %   | 899.398 | 100 %   | 1.038.252 | 100 %   | 981.238 | 100 %   | 972.021   | 100 %     |
| 1 1939–1989 einschließlich der Sojoten 2 1939–1989 zu den Burjaten gezählt 3 1926 war Burjatien größer. Zum Gebiet zählten Regionen, die heute zur Region Transbaikalien und zur Oblast Irkutsk gehören. 4 17.019 Personen konnten keiner Volksgruppe zugeteilt werden. Diese Leute verteilen sich vermutlich anteilmäßig gleich wie die ethnisch zugeschiedenen Einwohner. |           |           |         |         |         |         |         |         |         |         |           |         |         |         |           |           |

Amtssprachen sind die burjatische Sprache und die russische Sprache.
Die Burjaten bekennen sich hauptsächlich zum Buddhismus (Vajrayana bzw. Lamaismus). Burjatien ist neben Kalmückien und Tuwa eines der Zentren des tibetisch geprägten Vajrayana-Buddhismus in Russland; es gibt einige Klöster. 

## Verwaltungsgliederung
Burjatien ist in zwei Stadtkreise und in 21 Rajons (Landkreise) eingeteilt.
Siehe: Verwaltungsgliederung der Republik Burjatien

## Städte und städtische Siedlungen
Die Hauptstadt Ulan-Ude ist die einzige Großstadt. Mit großem Abstand folgen Sewerobaikalsk, Gussinoosjorsk und Kjachta. Insgesamt gibt es in der Republik sechs Städte und 14 Siedlungen städtischen Typs.
| Name           | Russisch        | Einwohner (14. Oktober 2010) |
| -------------- | --------------- | ---------------------------- |
| Ulan-Ude       | Улан-Удэ        | 404.426                      |
| Sewerobaikalsk | Северобайкальск | 24.929                       |
| Gussinoosjorsk | Гусиноозёрск    | 24.582                       |
| Kjachta        | Кяхта           | 20.024                       |

## Geschichte

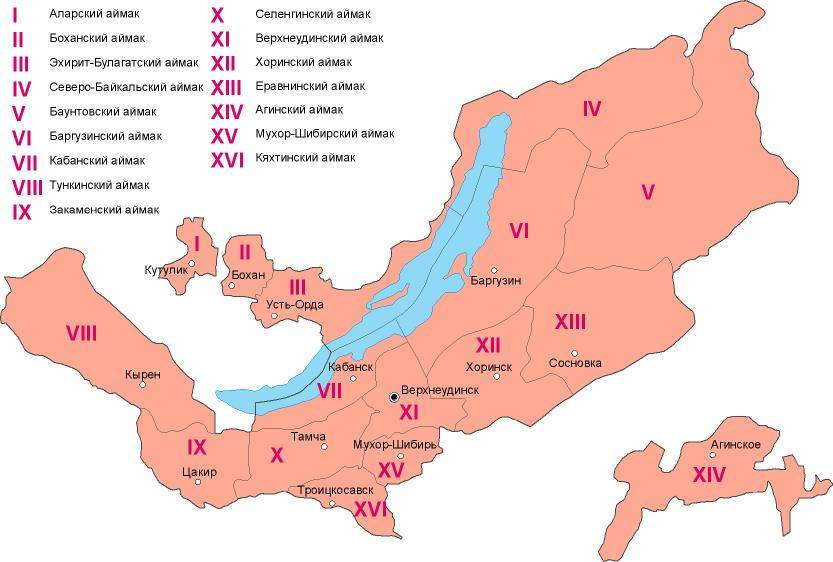
In den 1920er Jahren umfasste die Burjatische ASSR noch das (eigentlich mehrheitlich von Russen bewohnte) Nordwestufer des Baikalsees und besaß damals eine Landverbindung zum Kreis Ust-Orda.

Die Burjaten gehörten zum Mongolenreich Dschingis Khans, das auch nach dessen Tod dort weiter Bestand hatte. Aus dem Bau einer Kosaken-Festung im Jahre 1666 zwischen den beiden Flüssen Uda und Selenga ging die ursprünglich russische Stadt Werchne-Udinsk hervor, die später in Ulan-Ude umbenannt wurde. Mit dem Bau der Transsibirischen Eisenbahn begann das wirtschaftliche Wachstum der Region. 1923 wurde die Burjatische Autonome Sozialistische Sowjetrepublik (ASSR) gegründet. Vorher gab es eine starke Bewegung in Burjatien, das Gebiet mit der Mongolei zu vereinigen. Mit dem Ende der Sowjetunion erklärte sich Burjatien als souverän und wurde 1992 autonome Republik innerhalb Russlands. Präsident der Republik ist Alexei Zydenow.
Bei Einführung der Föderationskreise im Jahr 2000 wurde die Republik Burjatien dem Föderationskreis Sibirien zugeordnet.
Als das Parlament „zur Kosteneinsparung“ das Oberste Gericht auflöste, meldete sich eine Partei zu Wort, die von einer russischen Okkupation sprach und eine Unabhängigkeit Burjatiens anstrebte. Zugleich wurde 2018 die Vertretung Burjatiens in der Mongolei aufgehoben.
Am 3. November 2018 wechselte die Republik Burjatien zusammen mit der Region Transbaikalien vom Föderationskreis Sibirien zum Föderationskreis Ferner Osten.
Beim russischen Überfall auf die Ukraine ab dem 24. Februar 2022 sollen angeblich besonders viele Soldaten aus Burjatien eingezogen worden sein (sowohl Russen als auch Burjaten). Ihre Todesrate sei zudem im ersten Monat des Krieges fünfmal so hoch gewesen wie im Durchschnitt der bis zum 25. März 2022 Gefallenen der russischen Armee, deren Herkunftsregion sich ermitteln ließ. Obwohl die Burjaten eine absolute Minderheit von wenigen Prozenten unter den Angehörigen der Streitkräfte ausmachten, seien diese doppelt missbraucht worden: Exilrussischen Autoren zufolge werde einerseits aus propagandistischen Zwecken versucht, die Minderheitenvölker zu instrumentalisieren, um einen Kampf des «multinationalen russischen Volks» gegen die Ukraine zu belegen, andererseits seien in Russland aber gerade diese Minderheitenvölker der begangenen Gräueltaten der Streitkräfte bezichtigt worden.

## Verkehr und Wirtschaft
Durch Burjatien verläuft die Transsibirische Eisenbahn. Der größte Flughafen ist der Flughafen Baikal bei Ulan-Ude. Die Region zählt zu den gut erschlossenen innerhalb Sibiriens und ist reich an Bodenschätzen. Bergbau, Holzindustrie, aber auch die Landwirtschaft zählen zu den wichtigsten Wirtschaftszweigen.